# Metatamboïta
La metatamboïta és un mineral de la classe dels òxids. El prefix "meta", indica un estat d'hidratació inferior al de la tamboïta.

## Característiques
La metatamboïta és un òxid de fórmula química Fe3+₃(OH)(H₂O)₂(SO₄)(Te4+O₃)₃(Te4+O(OH)₂)(H₂O). Va ser aprovada com a espècie vàlida per l'Associació Mineralògica Internacional l'any 2016. Cristal·litza en el sistema monoclínic. És un mineral estretament relacionat amb la tamboïta, que és un equivalent trihidratat de la metatamboïta. Químicament és similar a la poughita.
L'exemplar que va servir per a determinar l'espècie, el que es coneix com a material tipus, es troba conservat a les col·leccions mineralògiques del departament d'història natural del Museu Reial d'Ontario, a Ontario (Canadà), amb el número de catàleg: m57171.

## Formació i jaciments
Va ser descoberta a la mina Tambo, dins el dipòsit El Indio, a la província d'Elqui (Coquimbo, Xile). Es tracta de l'únic indret de tot el planeta on ha estat descrita aquesta espècie mineral.